# Scott Donaldson
Scott Donaldson (Perth, 19 de marzo de 1994) es un jugador de snooker escocés.

## Biografía
Nació en la ciudad escocesa de Perth en 1994. Es jugador profesional de snooker desde 2012. No se ha proclamado campeón de ningún torneo de ranking, y su mayor logro hasta la fecha fue alcanzar las semifinales en cuatro ocasiones, a saber: el Abierto de Gales de 2017 (3-6 contra Judd Trump), el Abierto de Gibraltar de 2018 (3-4 frente a Ryan Day), el Paul Hunter Classic de ese mismo año (1-4 ante Peter Ebdon) y el Abierto de China de 2019 (1-10 contra Jack Lisowski). Tampoco ha logrado hilar ninguna tacada máxima, y la más alta de su carrera está en 141.